# Ankerwinde

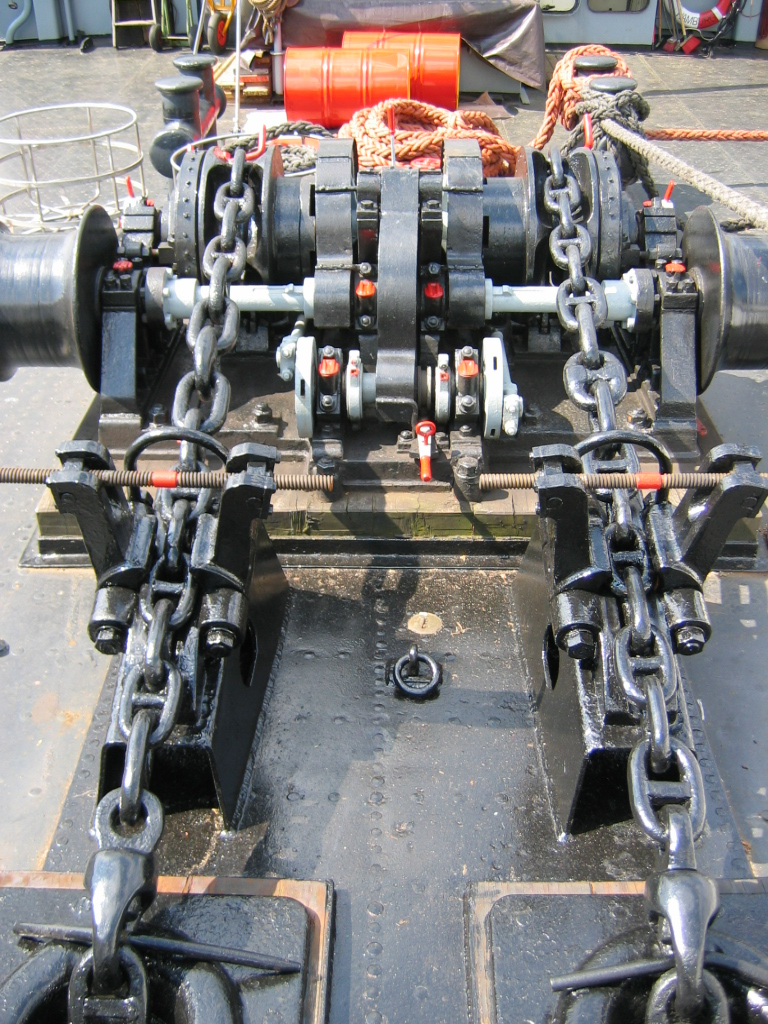
Dampfankerwinde

Eine Ankerwinde (seem.: Ankerwinsch) ist ein Gerät zum Hieven, also Heben des Schiffsankers.
Große Schiffe haben in der Regel zwei Anker auf der Back und dafür zumeist zwei unabhängige Ankerwinden. Es gibt jedoch auch Modelle, in denen eine einzige Ankerwinde für zwei unabhängig voneinander benutzbare Anker konstruiert ist; dazu gehören auch viele historische und Traditionsschiffe. Meist wird eine Ankerwinde als eine Kombination aus Verhol-, Festmacher- und Ankerwinde ausgeführt.

## Aufbau und Bedienung

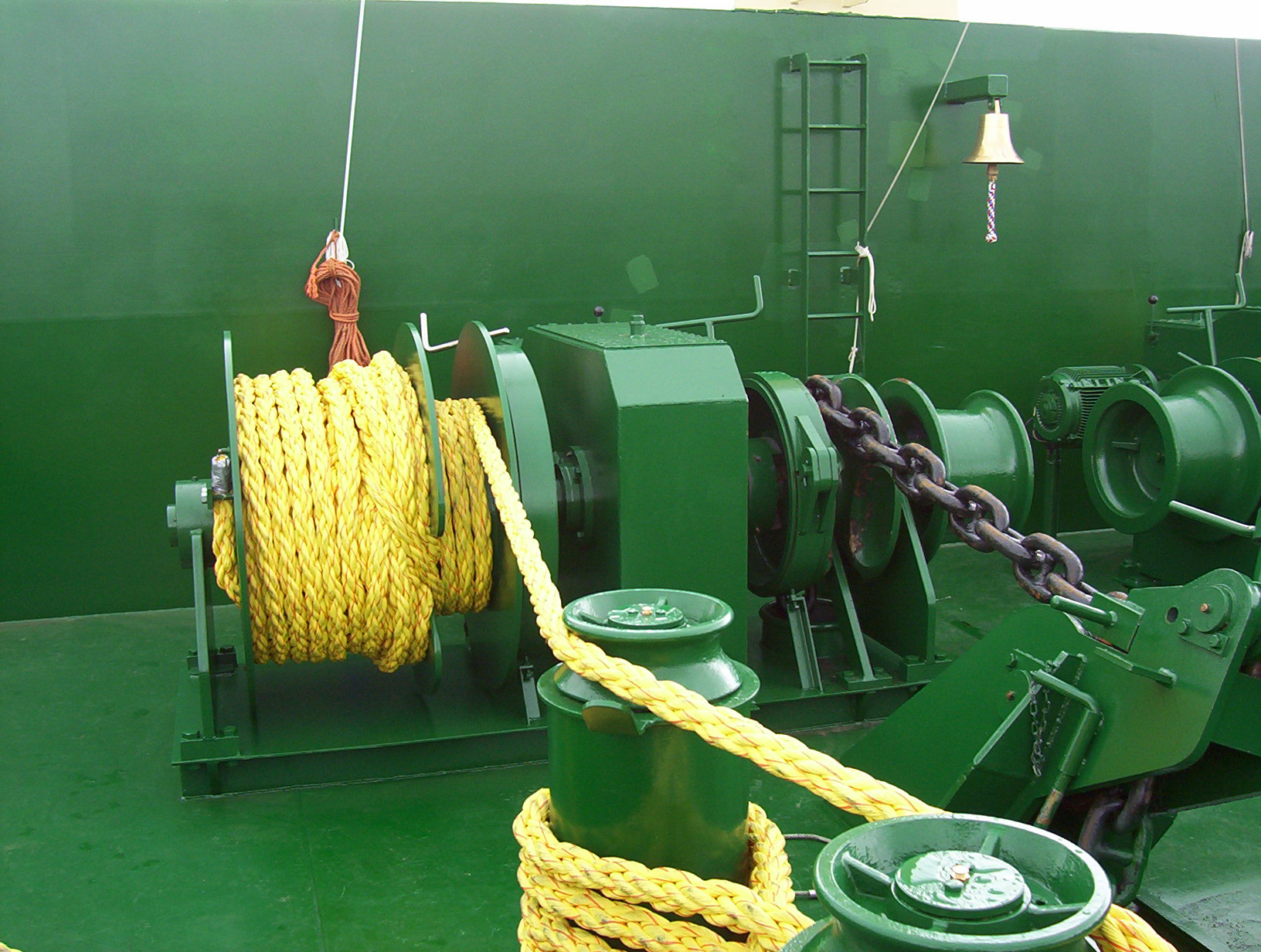
Moderne Ankerwinde. Ganz links der Speicherteil der Festmacherleine (gelb), daneben der Arbeitsteil. In der Mitte der Antrieb, dann die Kettennuss mit Ankerkette, ganz rechts der sog. Spillkopf.

Auf der Verhol- und Festmachertrommel ist die Festmachertrosse (Draht, Polyleine, Atlasleine) zum Festmachen des Schiffes und zum Verholen (Verschieben des Schiffes an der Pier) aufgewickelt. Die Festmacherwinden besitzen einen Arbeits- und einen Speicherteil. Die Trosse liegt auf dem Speicherteil und wird von diesen ausgegeben. Erst wenn beim Hieven die Trosse tight kommt, wird auf dem Arbeitsteil aufgespult. So wird ein Unklarkommen der Festmacher verhindert, wenn diese im Hafenbetrieb besonders starkem Zug ausgesetzt sind. Die Besatzungsmitglieder müssen, insbesondere bei Draht, dafür sorgen, dass dieser sauber nebeneinander aufgetrommelt wird.
Eine automatische Mooringeinrichtung sorgt bei festgemachtem Schiff für immer gleich bleibende Spannung der Festmacherleine (Manila oder Kunststoff). Diese Einrichtung ist wichtig in Häfen mit sich änderndem Wasserstand.

## Ketten-Anker
Zum Aufholen des Ankers wird eine spezielle Kettenscheibe/Kettennuss eingekuppelt. Auf der Kettennuss ist exakt das Profil der Ankerkette eingearbeitet, so dass die Kette bei Drehung der Kettennuss immer mitgenommen wird, also nicht rutschen kann. Die Kette wird nicht aufgewickelt, sondern wird nur dadurch, dass sie im Profil liegt, gezogen: Aus dem Wasser, durch die Ankerklüse und verschwindet im Kettenkasten. Dabei umschlingt die Kette die Kettennuss um 110 bis 180 Grad. Die Ankereinrichtung ist mit einer starken, von Hand oder automatisch zu betätigenden Bandbremse versehen. Die Haltekraft der Bremse beträgt je nach Einsatzfall (mit oder ohne Kettenstopper) 45 % oder 80 % der Kettenbruchlast. Die Bremse ist notwendig, um beim Fieren der Kette sofort abbremsen zu können, wenn die erforderliche Kettenlänge im Wasser ist und um das Schiff vor Anker zu halten.
Um die Ankerwinde zu entlasten, kann die Kette beim Ankern durch einen Kettenstopper gehalten werden. Der Einsatz eines Kettenstoppers wird zwingend notwendig, wenn die Bandbremse nicht in der Lage ist, die Belastung durch den Ankervorgang (80 % der Kettenbruchlast) zu halten. Der eingeholte Anker wird mittels einer Zurrvorrichtung fest in die Ankertasche gezogen, um ein störendes Schlagen des Ankers gegen den Rumpf des Schiffes während der Fahrt zu vermeiden.

## Gangspill auf Großseglern
Ankerwinden wurden zur Zeit der Segelschiffe per Hand über einen Gangspill, später durch kleine, meist zweizylindrige Dampfmaschinen und heute elektrisch oder hydraulisch angetrieben.

## Ankerwinsch auf Yachten
Auch viele kleinere Schiffe und Yachten besitzen eine elektrische Ankerwinsch. Diese ist typischerweise kurz hinter dem Bug angebracht – Anker und Kette werden über den Bug ausgebracht. Selten findet man auch Yachten mit fest installiertem Ankergeschirr am Heck, am ehesten noch ist diese Variante mit Heckanker in Skandinavien verbreitet. Häufiger aber muss der Zweitanker im Bedarfsfall von Hand oder mit dem Dinghi ausgebracht werden.

## Symbolik
Im Christentum wurde die Seilwinde mit dem Heiligen Erasmus (Elmo) in Verbindung gebracht, dessen Symbol sie ist.